# Czas pacyficzny
Czas pacyficzny (ang. Pacific (Standard) Time, PT, PST) – strefa czasowa, odpowiadająca czasowi słonecznemu południka 120°W, który różni się o 8 godzin od uniwersalnego czasu koordynowanego (UTC-8).
W strefie znajduje się Kanada (większość prowincji Kolumbia Brytyjska), Stany Zjednoczone (stany Kalifornia i Waszyngton, większość stanów Nevada i Oregon oraz północna część stanu Idaho).
W okresie letnim czas standardowy zastępowany jest czasem letnim (Pacific Daylight Time, PDT) przesuniętym o jedną godzinę (UTC-7).